# 도리깨

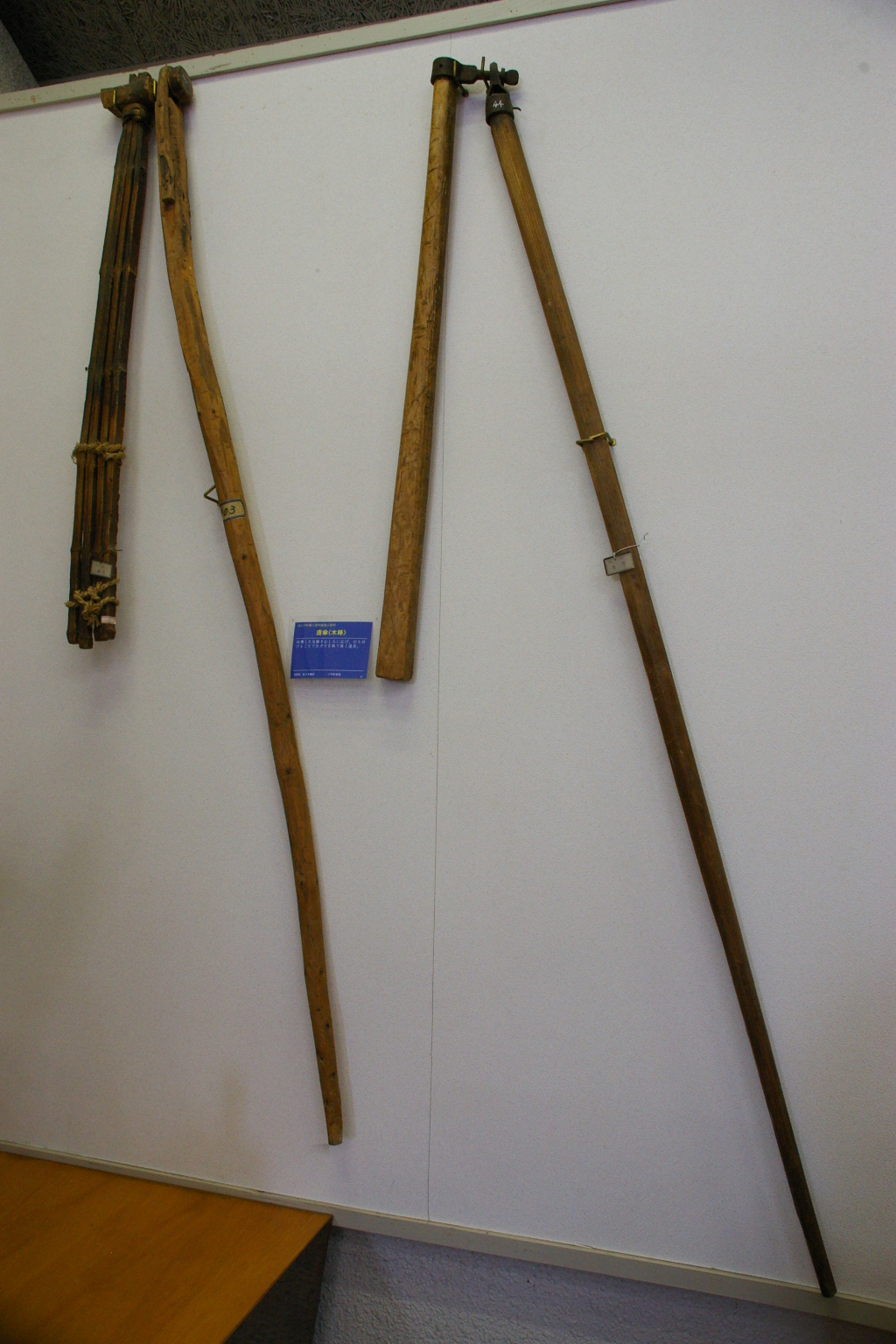
일본의 도리깨.

도리깨는 콩이나 보리 등 곡식의 낟알을 떠는 데 쓰는 농구의 하나이다. 긴 작대기 끝에 서너 개의 휘추리를 달아 휘두르며 친다. 요즘은 농가에서 탈곡기나 콤바인을 사용하므로 보기가 힘들어진 농기구이다.
도리깨가 무기화한 것이 편곤이다.

## 같이 보기
- 고헤이 (제구)

## 참고 문헌
- 이 문서에는 다음커뮤니케이션(현 카카오)에서 GFDL 또는 CC-SA 라이선스로 배포한 글로벌 세계대백과사전의 내용을 기초로 작성된 글이 포함되어 있습니다.